# Никерк, Геррит Якобус ван
Геррит Якобус ван Никерк (африк. Gerrit Jacobus van Niekerk, 6 июля 1849, Фауресмит, Суверенитет Оранжевой реки (ныне Фри-Стейт, ЮАР) — 23 октября 1896, Претория, Трансвааль) — первый и единственный президент Республики Стеллаланда.

## Биография
Геррит Якобус ван Никерк родился 6 июля 1849 года недалеко от Фауресмита. Он жил на ферме Кромелленбуг, около современной Кристианы. Во время племенных войн между Манкороане и Массау на западе Трансвааля Геррит собрал группу добровольцев для поддержки последнего. Из благодарности Массау передали ему участок земли, на котором Никерк основал в 1882 году Республику Стеллаланд. Уже после присоединения Стеллаланда к британской колонии, Геррит Якобус ван Никерк стал начальником полиции в Претории, где умер в 26 октября 1896 году.